# Fanny Blankers-Koen
Fanny Blankers-Koen, de son vrai nom Francina Elsje Blankers-Koen (née le 26 avril 1918 à Baarn aux Pays-Bas et morte le 25 janvier 2004 à Hoofddorp) est une athlète néerlandaise spécialiste du sprint mais qui s'est distinguée dans de nombreuses autres épreuves. Elle remporte quatre médailles d'or lors des Jeux olympiques de 1948, à l'âge de 30 ans, et 5 titres européens lors des championnats d'Europe d'athlétisme, alors qu'elle a déjà deux enfants. Elle bat ou égale 12 records du monde d'athlétisme et remporte 58 titres nationaux aux championnats des Pays-Bas de 1936 à 1955.
Elle était surnommée la « ménagère volante ». En 1999, elle est déclarée Meilleure athlète du XXe siècle par l'Association internationale des fédérations d'athlétisme lors d'un gala à Monaco, en compagnie de Carl Lewis pour la catégorie masculine. Les Fanny Blankers-Koen Games sont organisés chaque année en son honneur, et ont vu l'établissement de cinq records du monde.

## Biographie

### Débuts athlétiques
Fanny Blankers-Koen nait le 26 avril 1918 à Lage Vuursche aux Pays-Bas. Son père, lui-même lanceur de disque et de poids, l'encourage à essayer le sport, à une époque où ce n'est pas le cas de toutes les petites filles. Après avoir essayé le tennis, la gymnastique et le patin à glace, son entraineur de natation lui conseille l'athlétisme. À seulement 17 ans, en 1935, elle bat le record des Pays-Bas du 800 mètres à Rotterdam en 2 min 29 s 0. Elle rencontre à cette occasion Jan Blankers, olympien ayant participé à l'édition de 1928 à Amsterdam dans l'épreuve du triple saut, qui, bien qu'opposé initialement à ce que les femmes participent à des compétitions d'athlétisme, accepte de l'entraîner.
En 1936, à tout juste 18 ans, elle participe aux Jeux olympiques à Berlin. En l'absence d'une épreuve de 800 mètres, qui n'est pas encore au programme olympique féminin, elle s'aligne au saut en hauteur et est membre de l'équipe de relais 4 × 100 m néerlandaise. Elle finit 5e ex æquo avec Annette Rogers et Doris Carter au saut en hauteur avec 1,55 m, à 5 centimètres de la performance de Ibolya Csák, vainqueur du concours, et 5e du relais 4 × 100 m avec l'équipe néerlandaise en 48 s 8. Durant les Jeux, elle rencontre Jesse Owens, un athlète afro-américain qui remporte quatre médailles d'or dans un Stade olympique de Berlin acquis à l'Allemagne nazie. Owens devient par ses victoires son modèle, et elle conservera son autographe obtenu à Berlin jusqu'à la fin de sa vie.
Deux ans plus tard, à Vienne, alors que Blankers-Koen, qui s'est illustrée aux championnats des Pays-Bas d'athlétisme 1937 en remportant 4 médailles d'or, participe désormais aussi aux épreuves de sprint, elle gagne ses deux premières médailles internationales lors des premiers championnats d'Europe d'athlétisme ouverts aux femmes. Devancée sur 100 m et 200 m par Stanisława Walasiewicz et Käthe Krauss, elle réalise des temps respectifs de 12 s 0 et 24 s 9. Elle ne participe pas au concours de la hauteur, ayant été battue par Nelly van Balen-Blanken aux championnats des Pays-Bas 1938, laquelle remporte l'argent à Vienne.

### Athlète et mère pendant laSeconde Guerre mondiale
En 1940, elle épousa son entraîneur Jan Blankers. En 1943, elle est la première à dépasser en saut à hauteur la barre des 1,70 m en atteignant 1,71 m.

### La consécration en 1948 à Londres
En 1948, à trente ans, elle peut participer aux Jeux olympiques de Londres et se révéler. À cette époque, elle était déjà mère de deux enfants, ce qui était tout à fait unique à cette époque où de nombreuses personnes n'approuvaient pas encore les femmes athlètes.
Elle remporte quatre médailles d'or : 100 m, 200 m, 80 m haies et relais 4 × 100 m. Par contre, en 1948, il était impossible à une femme de concourir sur plus de trois épreuves individuelles aux JO. Bien qu'elle soit alors recordwoman du monde du saut en hauteur et du saut en longueur, Blankers a donc été contrainte de faire l'impasse sur ces deux épreuves,. Néanmoins, grâce à ces médailles, elle détient encore début juillet 2024 le record féminin du nombre de médailles d'or remportées en athlétisme lors d'une même édition des Jeux olympiques, et plus généralement le record féminin du nombre de médailles (tous métaux confondus) remportées en athlétisme lors d'une même édition des Jeux olympiques (à égalité avec Florence Griffith-Joyner, qui a remporté 3 médailles d'or et 1 d'argent en 1988). Elle est a égalité avec Alvin Kraenzlein (1900), Jesse Owens (1936) et Carl Lewis (1984) (d'autres athlètes ont eu 4 médailles mais pas toutes en or), et battue uniquement par Paavo Nurmi (qui a remporté cinq médailles d'or en 1924) et Ville Ritola (4 médailles d'or et 2 d'argent en 1924).

### Fin de carrière
En 1952, elle participe également aux Jeux d'Helsinki, où elle court le 100 m.

## Hommages et distinctions
- Un stade à Hengelo porte son nom et une statue à son effigie a été érigée en son honneur à Rotterdam.
- Elle est déclarée Meilleure athlète du XXe siècle par l'IAAF en 1999 lors d'un gala à Monaco.
- En mars 2012, elle figure parmi les douze premiers athlètes à être intronisé au Temple de la renommée de l'IAAF[10].

## Palmarès

### International

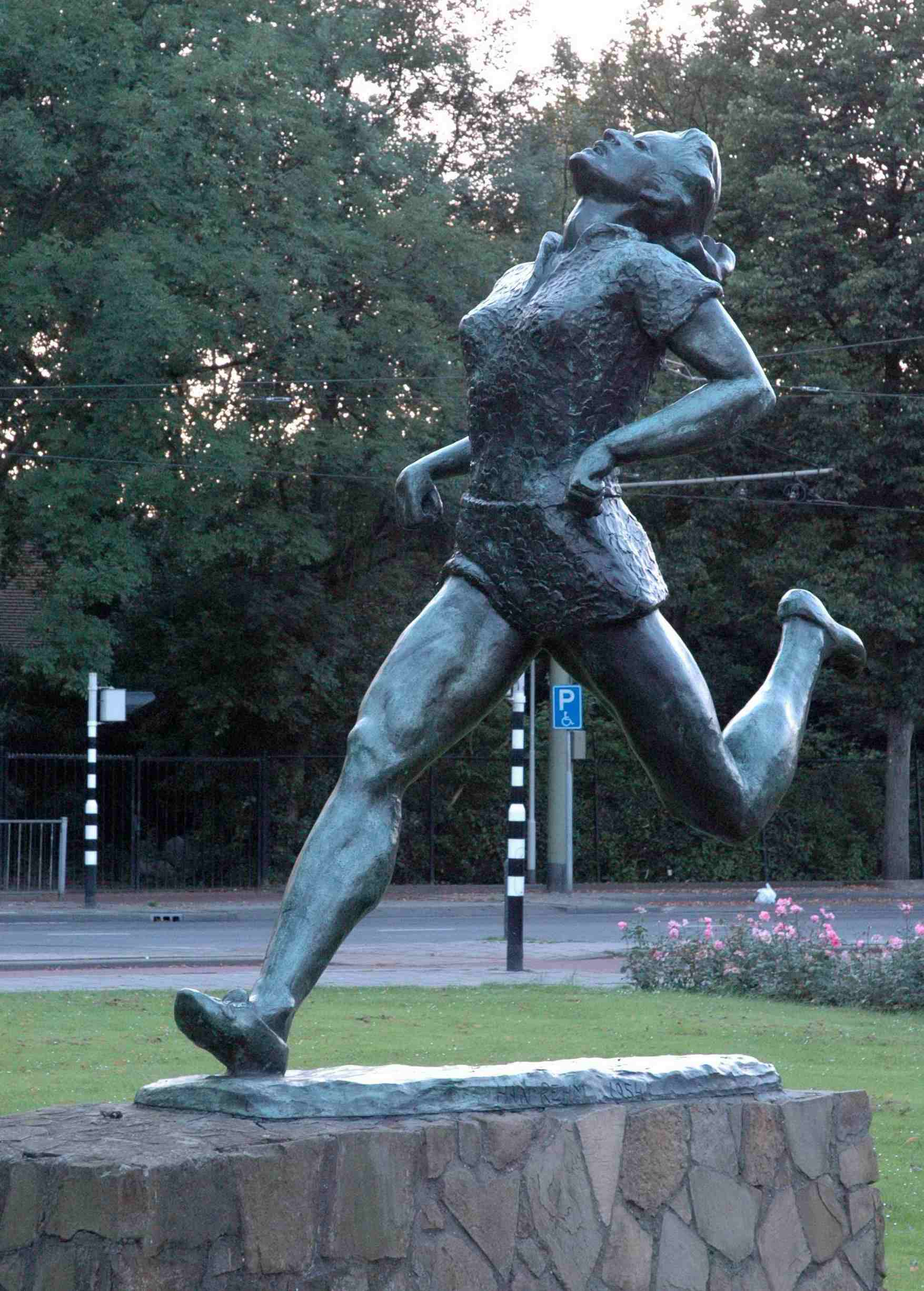
Statue de Fanny Blankers-Koen à Rotterdam.

| Date | Compétition           | Lieu      | Résultat | Épreuve    | Performance |
| ---- | --------------------- | --------- | -------- | ---------- | ----------- |
| 1936 | Jeux olympiques       | Berlin    | 5e       | Hauteur    | 1,55 m      |
| 1936 | Jeux olympiques       | Berlin    | 5e       | 4 × 100 m  | 48 s 8      |
| 1938 | Championnats d'Europe | Vienne    | 3e       | 100 m      | 12 s 0      |
| 1938 | Championnats d'Europe | Vienne    | 3e       | 200 m      | 24 s 9      |
| 1946 | Championnats d'Europe | Oslo      | 1re      | 80 m haies | 11 s 8      |
| 1946 | Championnats d'Europe | Oslo      | 1re      | 4 × 100 m  | 47 s 8      |
| 1946 | Championnats d'Europe | Oslo      | 4e       | Hauteur    | 1,57 m      |
| 1948 | Jeux olympiques       | Londres   | 1re      | 100 m      | 11 s 9      |
| 1948 | Jeux olympiques       | Londres   | 1re      | 200 m      | 24 s 4      |
| 1948 | Jeux olympiques       | Londres   | 1re      | 80 m haies | 11 s 2      |
| 1948 | Jeux olympiques       | Londres   | 1re      | 4 × 100 m  | 47 s 5      |
| 1950 | Championnats d'Europe | Bruxelles | 1re      | 100 m      | 11 s 7      |
| 1950 | Championnats d'Europe | Bruxelles | 1re      | 200 m      | 24 s 0      |
| 1950 | Championnats d'Europe | Bruxelles | 1re      | 80 m haies | 11 s 1      |
| 1950 | Championnats d'Europe | Bruxelles | 2e       | 4 × 100 m  | 47 s 4      |

### National
| Épreuve    | Édition | Édition | Édition       | Édition | Édition   | Édition | Édition | Édition | Édition | Édition | Édition | Édition | Édition | Édition | Édition | Édition | Édition | Édition | Édition | Édition |
| Épreuve    | 1936    | 1937    | 1938          | 1939    | 1940      | 1941    | 1942    | 1943    | 1944    | 1945    | 1946    | 1947    | 1948    | 1949    | 1950    | 1951    | 1952    | 1953    | 1954    | 1955    |
| 100 mètres |         | Or      | Or 12 s 3     | Or      | Or 12 s 5 |         | Or      | Or      | Or      |         | Or      | Or      | Or      | Or      |         | Or      | Or      |         |         |         |
| 200 mètres | Or      | Or      | Or 26 s 4     | Or      | Or 25 s 3 |         |         |         | Or      |         | Or      | Or      | Or      |         | Or      | Or      | Or      |         |         |         |
| 80 m haies |         |         |               |         | Or 12 s 3 |         |         |         | Or      |         | Or      | Or      | Or      |         | Or      | Or      | Or      |         |         |         |
| Hauteur    | Or      | Or      | Argent 1,52 m | Or      | Or 1,60 m |         |         |         |         |         | Or      | Or      | Or      | Or      | Or      |         |         |         |         |         |
| Longueur   |         |         | Bronze 5,19 m | Or      | Or 5,82 m |         | Or      |         | Or      |         | Or      | Or      | Or      |         | Or      | Or      |         |         |         |         |
| Poids      |         |         |               |         |           |         |         |         |         |         |         | Or      |         |         |         |         |         |         |         | Or      |
| Pentathlon |         | Or      |               |         |           |         |         |         |         |         |         |         |         |         |         |         |         |         |         |         |

## Records

### Records personnels
| Épreuve          | Performance  | Lieu      | Date              |
| ---------------- | ------------ | --------- | ----------------- |
| 100 mètres       | 11 s 5       | Amsterdam | 5 septembre 1943  |
| 200 mètres       | 23 s 7       | Rotterdam | 29 juin 1952      |
| 800 mètres       | 2 min 29 s 0 | Rotterdam | 10 juillet 1935   |
| 80 mètres haies  | 11 s 0       | Amsterdam | 20 juin 1948      |
| Saut en hauteur  | 1,71 m       | Amsterdam | 30 mai 1943       |
| Saut en longueur | 6,25 m       | Leyde     | 19 septembre 1943 |
| Lancer du poids  | 12,08 m      | Amsterdam | 4 juillet 1943    |
| Pentathlon       | 4 497 pts    | Rotterdam | 23 juillet 1950   |